# Nemosoma championi
Nemosoma championi is een keversoort uit de familie schorsknaagkevers (Trogossitidae). De wetenschappelijke naam van de soort werd in 1916 gepubliceerd door Henry Frederick Wickham.